# Bogdan Bobowski
Bogdan Marek Bobowski (ur. 1971) – polski archeolog, historyk, specjalizujący się w kulturze materialnej średniowiecza; nauczyciel akademicki związany z Uniwersytetem Zielonogórskim.

## Życiorys
Urodził się w 1971 roku. Po ukończeniu szkoły średniej podjął studia na kierunku archeologia na Uniwersytecie Wrocławskim, uzyskując tytuł zawodowy magistra w 1995 roku. Bezpośrednio potem rozpoczął studia doktoranckie w Instytucie Archeologii swojej macierzystej uczelni. Stopień naukowy doktora nauk humanistycznych w zakresie archeologii otrzymał w 2000 roku na podstawie pracy pt. Przełom XIII wieku na Śląsku w świetle źródeł archeologicznych, której promotorem był prof. Krzysztof Wachowski.
W tym samym roku został zatrudniony na stanowisku adiunkta w Zakładzie Archeologii i Historii Starożytnej Instytutu Historii Uniwersytetu Zielonogórskiego. Był kierownikiem wielu badań terenowych prowadzonych w kraju (Gdańsk, okolice Wrocławia, ziemia lubuska) oraz uczestnikiem badań zagranicznych (Niemcy, Irlandia, Tajlandia).
W 2012 roku Rada Wydziału Humanistycznego Uniwersytetu Zielonogórskiego nadała mu stopień naukowy doktora habilitowanego nauk humanistycznych w zakresie historii o specjalności kultura materialna na podstawie rozprawy nt. Kultura materialna mieszczan Świdnicy i rycerstwa Weichbildu świdnickiego w świetle testamentów (od I połowy XIV do końca I ćwierci XVII wieku). Jest opiekunem Studenckiego Koła Archeologów przy Instytucie Historii UZ i członkiem Computer Applications and Quantitative Methods in Archaeology (CAA). Należy do propagatorów zastosowania nowoczesnych metod dokumentacji archeologicznej oraz jest współtwórcą projektu wizualizacji przestrzennej diagramu Harrisa.

## Dorobek naukowy
Jego zainteresowania naukowe koncentrują się wokół problematyki związanej z zapleczem osadniczym późnośredniowiecznego i nowożytnego Gdańsk,a, nowoczesnymi metodami prowadzenia dokumentacji archeologicznej, wizualizacjami przestrzennymi stratygrafii archeologicznej, archeologią prawną, pojęciem „granicy” w świetle źródeł archeologicznych oraz kulturą materialną średniowiecznego Śląska i ziemi lubuskiej. Do jego najważniejszych prac należą:
- Przemiany średniowiecznej rzeczywistości na Śląsku w XIII wieku (w świetle źródeł pisanych), Łódź 2005.
- Plomby tekstylne z wykopalisk na terenie Dolnego Miasta w Gdańsku, Łódź 2009.
- Archeologia Dolnego Miasta w Gdańsku: północno-zachodnia część kwartału ulic Długie Ogrody, Szafarnia, Angielska Grobla, Św. Barbary, Łódź 2010; redaktor.
- Kultura materialna mieszczan Świdnicy i rycerstwa Weichbildu świdnickiego w świetle testamentów (od I połowy XIV do końca I ćwierci XVII wieku), Zielona Góra 2011.